# David Mullarkey
David Mullarkey (5 maggio 2000) è un mezzofondista britannico.

## Palmarès
| Anno                                  | Manifestazione               | Sede       | Evento        | Risultato | Prestazione | Note |
| ------------------------------------- | ---------------------------- | ---------- | ------------- | --------- | ----------- | ---- |
| In rappresentanza della Gran Bretagna |                              |            |               |           |             |      |
| 2025                                  | Giochi mondiali universitari | Reno-Ruhr  | 5000 m piani  | Argento   | 15'02"39    |      |
| 2025                                  | Giochi mondiali universitari | Reno-Ruhr  | 10000 m piani | Argento   | 28'43"44    |      |
| In rappresentanza dell' Isola di Man  |                              |            |               |           |             |      |
| 2017                                  | Island Games                 | Visby      | 1500 m piani  | 4º        | 3'59"70     |      |
| 2017                                  | Commonwealth Youth Games     | Nassau     | 1500 m piani  | 8º        | 3'57"61     |      |
| 2019                                  | Island Games                 | Gibilterra | 800 m piani   | Argento   | 1'55"71     |      |
| 2019                                  | Island Games                 | Gibilterra | 1500 m piani  | Oro       | 3'55"13     |      |
| 2022                                  | Giochi del Commonwealth      | Birmingham | 1500 m piani  | Batteria  | 3'50"06     |      |
| 2022                                  | Giochi del Commonwealth      | Birmingham | 5000 m piani  | 12º       | 13'43"92    |      |

## Campionati nazionali
2019
- 9º ai campionati britannici under-20, 1500 m piani - 3'59"84

2021
- 8º ai campionati britannici under-23, 1500 m piani - 3'44"79

2022
- Eliminato in batteria ai campionati britannici, 1500 m piani - 3'45"09
- 13º ai campionati britannici indoor, 3000 m piani - 8'08"50